# Eärnavodda
Eärnavodda är en kulle i Finland. Den ligger i Utsjoki kommun i landskapet Lappland, i den norra delen av landet, 1 000 km norr om huvudstaden Helsingfors. Toppen på Eärnavodda är 391 meter över havet. Eärnavodda ingår i Paistunturit.
Terrängen runt Eärnavodda är huvudsakligen platt, men västerut är den kuperad.  Trakten runt Eärnavodda är nära nog obefolkad, med mindre än två invånare per kvadratkilometer. Det finns inga samhällen i närheten. Omgivningarna runt Eärnavodda är i huvudsak ett öppet busklandskap.